# Greenidea carpini
Greenidea carpini är en insektsart som beskrevs av Takahashi, R. 1963. Greenidea carpini ingår i släktet Greenidea och familjen långrörsbladlöss. Inga underarter finns listade i Catalogue of Life.